# New York Life
Die New York Life Insurance Company, meist kurz New York Life genannt, ist ein US-amerikanischer Versicherungskonzern. Die Gruppe ist die größte Versicherung auf Gegenseitigkeit in den USA und einer der größten Lebensversicherer weltweit.
Gegründet wurde die Versicherung 1845, Sitz ist New York City. CEO ist Ted Mathas. Die Gruppe hatte 12.650 Mitarbeiter (Stand 2005) und erzielte 2006 einen Umsatz von 28,365 Milliarden US-Dollar. Architektonisch bekannt ist auch das in den 1920er Jahren an der Madison Avenue erbaute New York Life Building oder das Café New York in der ungarischen Hauptstadt Budapest, das die Company in der Gründerzeit Anfang der 1890er Jahre errichten ließ.
Im Dezember 2019 übernahm die New York Life das Nicht-Krankenversicherungsgeschäft des Konkurrenten CIGNA.